# Pfarrkirche Horitschon

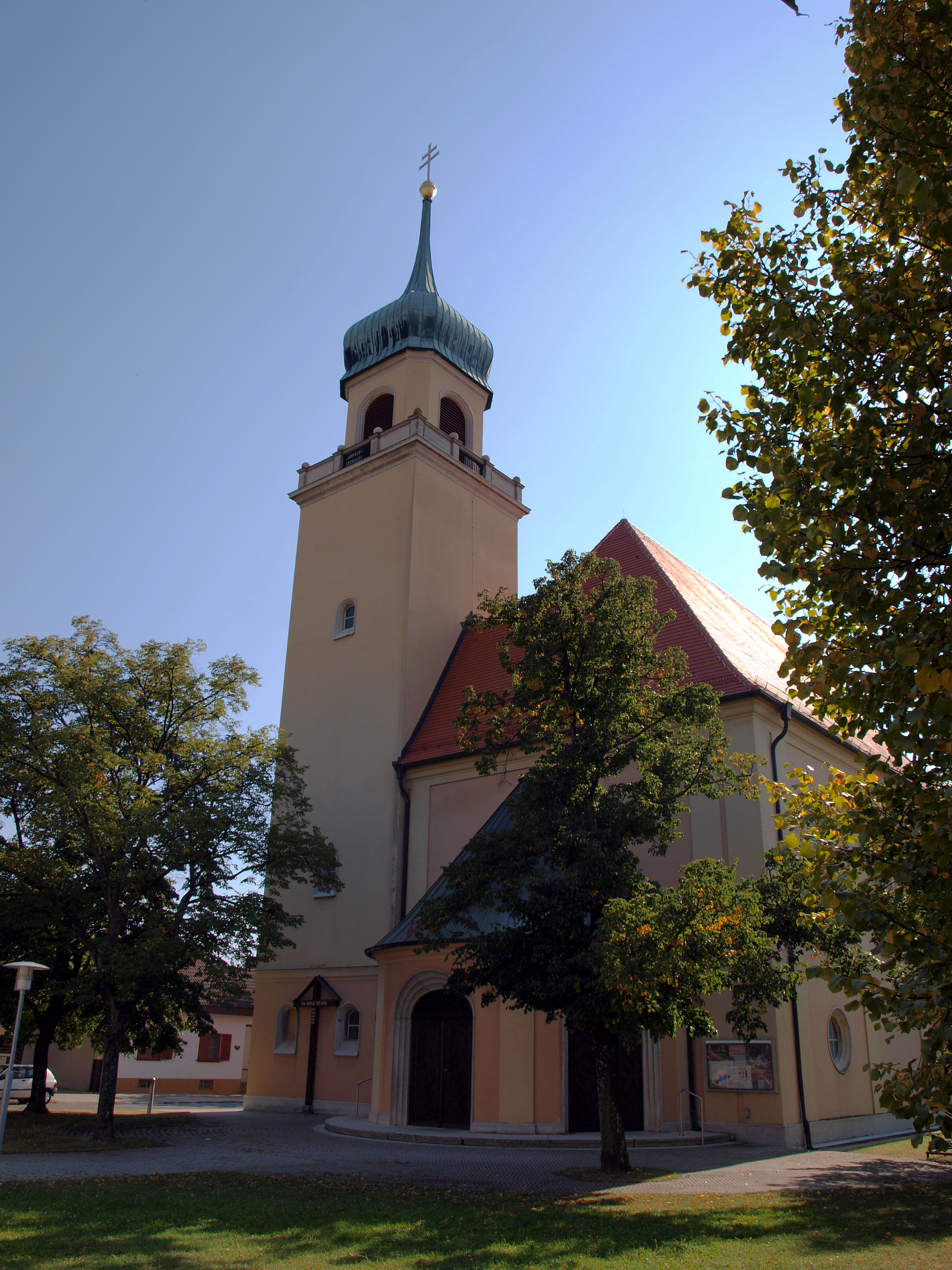
Pfarrkirche Horitschon

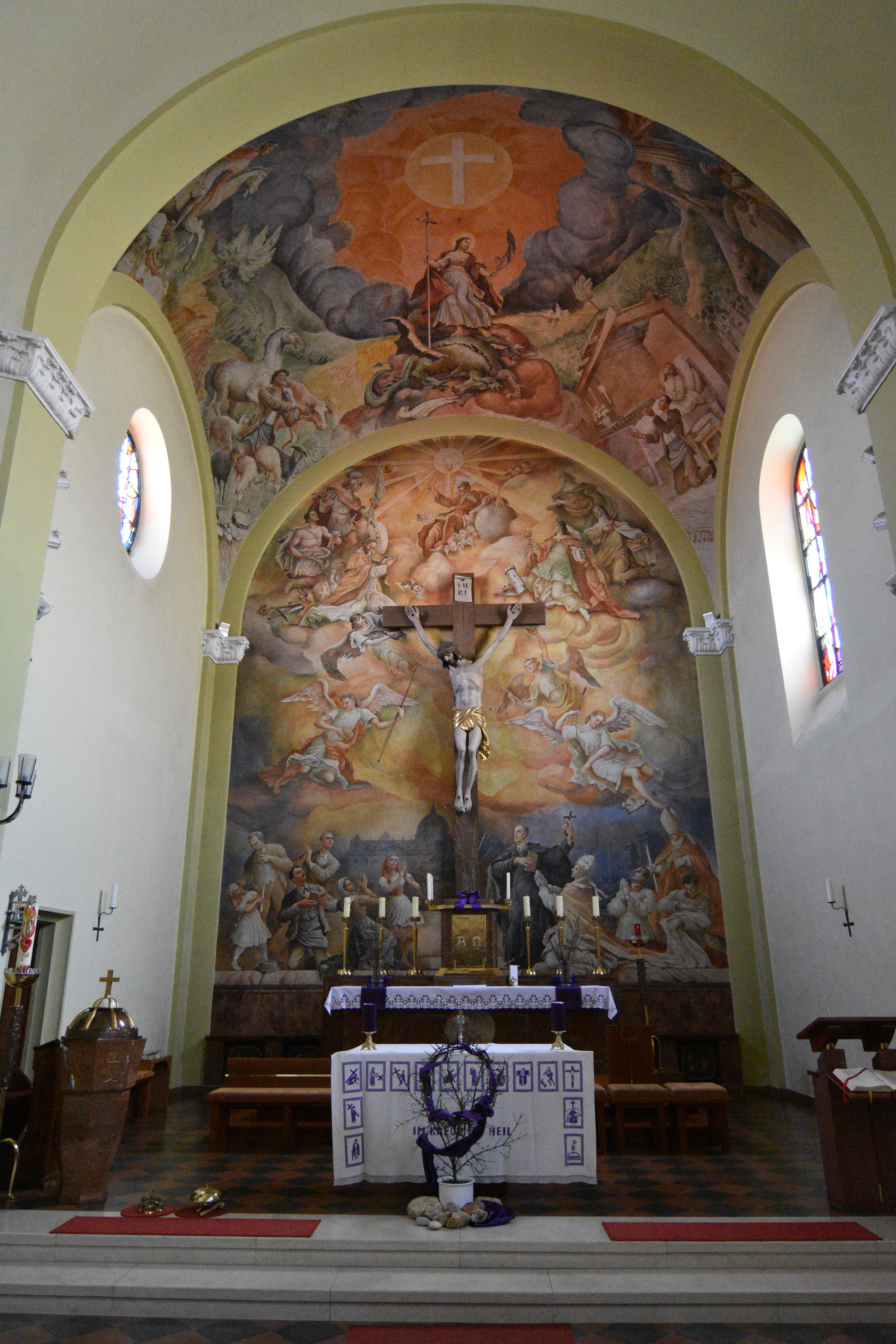
Der Altarraum

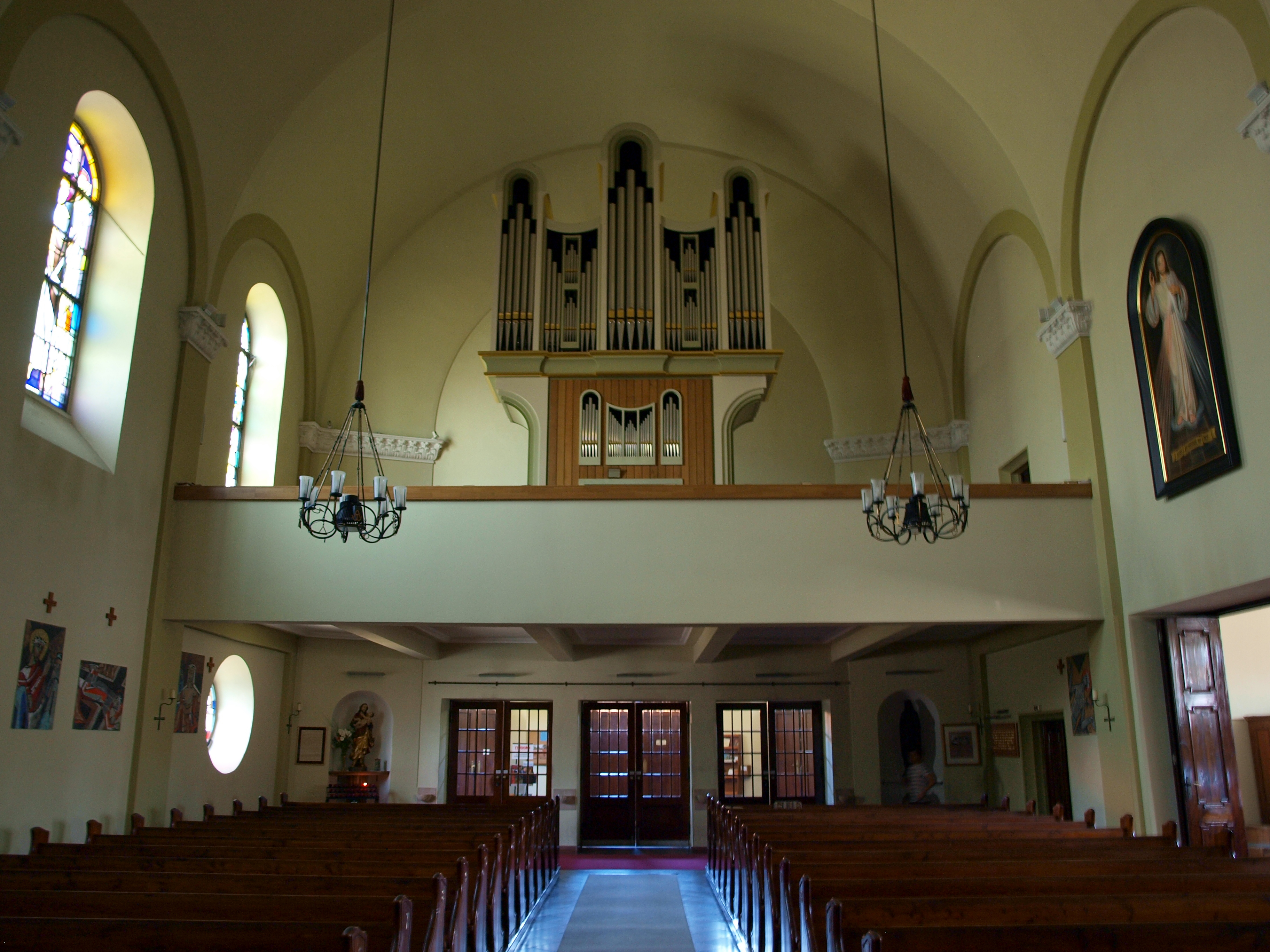
Ansicht der Orgel

Die römisch-katholische Pfarrkirche Horitschon steht in der Ortsmitte der Gemeinde Horitschon (ungarisch: Haracsony, kroatisch: Haračun) im Bezirk Oberpullendorf im Burgenland. Sie ist der heiligen Margaretha geweiht und gehört zum Dekanat Deutschkreutz. Die Kirche steht unter Denkmalschutz (Listeneintrag).

## Geschichte
Bereits vor 1469 gab es in Horitschon eine eigenständige Pfarre. Die barocke Kirche am östlichen Ortsausgang brannte 1945 ab. Die heutige Kirche im Ortszentrum wurde in den Jahren 1947 bis 1949 nach Plänen von Johann Petermair errichtet.

## Architektur und Ausstattung
Die Kirche ist modern eingerichtet. An der linken Wand des Kirchenschiffs hängt das Altarbild der ehemaligen Kirche. Es zeigt die heilige Margarethe und wurde in der zweiten Hälfte des 18. Jahrhunderts gemalt. 1979 wurde das Bild restauriert. 
Die Orgel aus 1990 mit 14 Registern und 2 Manualen wurde von Rieger Orgelbau gefertigt.
Außerdem ist noch eine Glocke aus dem Jahr 1796 erhalten. Diese wurde von Johann Georg Köchel in Ödenburg (heute Sopron) gegossen.